# Championnat d'Égypte de football 1962-1963
Navigation
Saison précédente Saison suivante
La saison 1962-1963 du Championnat d'Égypte de football est la 13e édition du championnat de première division égyptien. Vingt-quatre clubs égyptiens -un record- prennent part au championnat organisé par la fédération. Les équipes sont réparties en deux poules où elles rencontrent leurs adversaires deux fois, à domicile et à l'extérieur. À l'issue de cette première phase, les deux premiers de chaque poule disputent une poule finale pour le titre.
C'est le club de Tersana SC qui remporte la compétition, après avoir terminé en tête de la poule finale, devant le Zamalek SC et le tenant du titre, Al Ahly SC. C'est le tout premier titre de champion d'Égypte de l'histoire du club.

## Les clubs participants
| - Al Ahly SC - Ala'ab Damanhour - Tersana SC - Zamalek SC - Ittihad Suez - Ittihad Alexandrie - Suez Petrol - Port Fouad - Al Teram - Al Tayaran - Bani Sweif FC - Ismaily SC | - Al-Qanah - Al Olympi - Al-Masry Club - Al Sekka Al Hadid - Tanta FC - Domiat Club - Bahariya Club - Al Mansourah Sporting Club - Suez El-Riyadi - Maleyat Kafr El-Zayat - Ghazl El Mahallah - El Minya FC |

## Compétition
Le classement est établi sur le barème de points classique (victoire à 2 points, match nul à 1, défaite à 0).

### Première phase

#### Groupe A
| Rang | Équipe                | Pts | J  | G  | N  | P  | Bp | Bc | Diff |
| ---- | --------------------- | --- | -- | -- | -- | -- | -- | -- | ---- |
| 1    | Al Ahly SC T          | 40  | 22 | 19 | 2  | 1  | 55 | 11 | +44  |
| 2    | Al-Qanah              | 26  | 22 | 12 | 2  | 8  | 44 | 19 | +25  |
| 3    | Al Olympi             | 26  | 22 | 8  | 10 | 4  | 35 | 24 | +11  |
| 4    | Ittihad Suez          | 26  | 22 | 9  | 8  | 5  | 30 | 23 | +7   |
| 5    | Tanta FC              | 26  | 22 | 9  | 8  | 5  | 28 | 22 | +6   |
| 6    | Al Sekka Al Hadid     | 22  | 22 | 9  | 4  | 9  | 29 | 22 | +7   |
| 7    | Domiat Club           | 22  | 22 | 7  | 8  | 7  | 26 | 28 | -2   |
| 8    | Bahariya Club         | 21  | 22 | 7  | 7  | 8  | 27 | 31 | -4   |
| 9    | Port Fouad            | 19  | 22 | 8  | 3  | 11 | 26 | 40 | -14  |
| 10   | Maleyat Kafr El-Zayat | 18  | 22 | 7  | 4  | 11 | 27 | 30 | -3   |
| 11   | Suez Petrol           | 10  | 22 | 2  | 6  | 14 | 16 | 54 | -38  |
| 12   | El Minya FC           | 8   | 22 | 2  | 4  | 16 | 12 | 51 | -39  |

| Légende : Qualifications et relégations | Légende : Qualifications et relégations   |
| --------------------------------------- | ----------------------------------------- |
|                                         | Qualification pour la poule pour le titre |
|                                         | T : Tenant du titre                       |

#### Groupe B
| Rang | Équipe                     | Pts | J  | G  | N | P  | Bp | Bc | Diff |
| ---- | -------------------------- | --- | -- | -- | - | -- | -- | -- | ---- |
| 1    | Zamalek SC                 | 34  | 22 | 16 | 2 | 4  | 56 | 23 | +33  |
| 2    | Tersana SC                 | 34  | 22 | 16 | 2 | 4  | 58 | 36 | +22  |
| 3    | Ismaily SC                 | 34  | 22 | 15 | 4 | 3  | 46 | 15 | +31  |
| 4    | Ittihad Alexandrie         | 22  | 22 | 15 | 3 | 4  | 51 | 33 | +18  |
| 5    | Al-Masry Club              | 26  | 22 | 12 | 2 | 8  | 44 | 25 | +19  |
| 6    | Ghazl El Mahallah          | 24  | 22 | 8  | 8 | 6  | 32 | 25 | +7   |
| 7    | Suez El-Riyadi             | 17  | 22 | 8  | 1 | 13 | 29 | 39 | -10  |
| 8    | Ala'ab Damanhour           | 15  | 22 | 6  | 3 | 13 | 25 | 49 | -24  |
| 9    | Bani Sweif FC              | 12  | 22 | 5  | 2 | 15 | 21 | 37 | -16  |
| 10   | Al Tayaran                 | 12  | 22 | 3  | 6 | 13 | 17 | 41 | -24  |
| 11   | Al Teram                   | 12  | 22 | 4  | 4 | 14 | 22 | 61 | -39  |
| 12   | Al Mansourah Sporting Club | 11  | 22 | 2  | 7 | 13 | 12 | 29 | -17  |

| Légende : Qualifications et relégations | Légende : Qualifications et relégations |
| --------------------------------------- | --------------------------------------- |
|                                         | Participation au play-off               |
|                                         | T : Tenant du titre                     |

##### Play-off
Les trois premiers du Groupe B terminent à égalité de points. Une poule de play-off est organisée pour les départager.
| Rang | Équipe     | Pts | J | G | N | P | Bp | Bc | Diff |  | Résultats (▼ dom., ► ext.) | Zam | Ter | Ism |
| ---- | ---------- | --- | - | - | - | - | -- | -- | ---- |  | -------------------------- | --- | --- | --- |
| 1    | Zamalek SC | 4   | 2 | 2 | 0 | 0 | 2  | 0  | +2   |  | Zamalek SC                 |     |     |     |
| 2    | Tersana SC | 2   | 2 | 1 | 0 | 1 | 1  | 1  | 0    |  | Tersana SC                 | 0-1 |     |     |
| 3    | Ismaily SC | 0   | 2 | 0 | 0 | 2 | 0  | 2  | -2   |  | Ismaily SC                 | 0-1 | 0-1 |     |

### Deuxième phase
| Rang | Équipe       | Pts | J | G | N | P | Bp | Bc | Diff |  | Résultats (▼ dom., ► ext.) | Ter | Zam | Ahl | Qan |
| ---- | ------------ | --- | - | - | - | - | -- | -- | ---- |  | -------------------------- | --- | --- | --- | --- |
| 1    | Tersana SC   | 5   | 3 | 2 | 1 | 0 | 7  | 4  | +3   |  | Tersana SC                 |     | 1-4 | 0-2 | 1-1 |
| 2    | Zamalek SC   | 4   | 3 | 1 | 2 | 0 | 6  | 5  | +1   |  | Zamalek SC                 |     |     | 1-2 | 1-2 |
| 3    | Al Ahly SC T | 2   | 3 | 0 | 2 | 1 | 2  | 4  | -2   |  | Al Ahly SC T               |     |     |     | 3-3 |
| 4    | Al-Qanah     | 1   | 3 | 0 | 1 | 2 | 3  | 5  | -2   |  | Al-Qanah                   |     |     |     |     |

## Bilan de la saison
| Championnat d'Égypte de football 1962-1963 |                        |
| Champion                                   | Tersana SC (1er titre) |
| Coupes et trophées                         |                        |
| Vainqueur de la Coupe d'Égypte 1962-1963   | Ittihad Alexandrie     |
| Promotions et relégations                  |                        |
| Promus en Egyptian Premier League          | Aucun                  |
| Relégués en Egyptian Second League         | Aucun                  |